# Bilakundi, Gokak
Bilakundi là một làng thuộc tehsil Gokak, huyện Belgaum, bang Karnataka, Ấn Độ.